# Treasure Lake
Treasure Lake é uma Região censo-designada localizada no estado norte-americano de Pensilvânia, no Condado de Clearfield.

## Demografia
Segundo o censo norte-americano de 2000, a sua população era de 4507 habitantes.

## Geografia
De acordo com o United States Census Bureau tem uma área de
29,9 km², dos quais 27,8 km² cobertos por terra e 2,1 km² cobertos por água.

## Localidades na vizinhança
O diagrama seguinte representa as localidades num raio de 16 km ao redor de Treasure Lake.